# Boquerones en vinagre
I boquerones en vinagre sono un antipasto tipico della Spagna composto da acciughe (in spagnolo boquerones) fresche, marinate in aceto o in una miscela di aceto e olio d'oliva e condite con aglio e prezzemolo.

## Caratteristiche e presentazione
I filetti di alici freschi vengono puliti, decapitati e immersi in un bagno di sale e acqua per 3 ore e in aceto per 6 ore in un luogo fresco. I filetti, inizialmente marroni, diventano lentamente bianchi mentre l'aceto reagisce con il pesce. Alla fine di questo processo, i filetti vengono conditi con aglio tritato, olio d'oliva e prezzemolo. 
Una preparazione alternativa prevede l'immersione dei filetti per due giorni in una miscela composta da 3 parti di aceto e 1 di olio d'oliva oppure di semi di girasole, già condito con aglio, prezzemolo e sale. 
I boquerones en vinagre vengono comunemente serviti freddi insieme a della birra o altre bibite e raramente insieme a del vino, poiché contengono già aceto. 
Il piatto è molto popolare come tapa e viene servita spesso nei ristoranti e nei bar, specialmente durante i mesi estivi più caldi.

## Problemi per la salute
Nelle acciughe si può concentrare l'acido domoico, che provoca l'avvelenamento da molluschi amnesici. Le acciughe contengono anche un alto livello di acido urico, un accumulo del quale può causare la gotta. 
Le leggi sanitarie spagnole richiedono l'abbattitura delle acciughe per evitare la sopravvivenza di qualsiasi larva di Anisakis, anche se questo parassita si trova raramente al largo delle coste spagnole.